# Бірлік (Шуський район)
Бірлі́к (каз. Бірлік) — село у складі Шуського району Жамбильської області Казахстану. Адміністративний центр та єдиний населений пункт Бірліцького сільського округу.
У радянські часи село мало статус смт і називалось Брлік.
Населення — 3647 осіб (2021; 5049 у 2009, 3146 у 1999, 3453 у 1989).
На східній околиці села розташована вузлова залізнична станція Берлік I.